# بيرثا هيرش باروخ
بيرثا هيرش باروخ (بالإنجليزية: Bertha Hirsch Baruch)‏ هي سفرجات وكاتِبة وشاعرة أمريكية، (و. 1876  م).